# Walec paraboliczny
Uzasadnienie:  Mała objętość obu tematów 

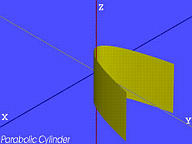
Przykładowy walec paraboliczny w kartezjańskim układzie współrzędnych

Walec paraboliczny – powierzchnia walcowa w przestrzeni trójwymiarowej spełniająca w pewnym układzie współrzędnych nierówności:
{\displaystyle \left\{{{x^{2}=2py}, \atop {0\leqslant z\leqslant h},}\right.}
gdzie {\displaystyle p>0,\ h>0.}
Inaczej mówiąc, jest to powierzchnia walcowa mająca podstawę w kształcie paraboli, powstała w wyniku jej przesunięcia wzdłuż osi {\displaystyle OZ.}